# Exilisia obliterata
Exilisia obliterata là một loài bướm đêm thuộc phân họ Arctiinae, họ Erebidae.